# Erica brachycentra
Erica brachycentra är en ljungväxtart som beskrevs av George Bentham. Erica brachycentra ingår i släktet klockljungssläktet, och familjen ljungväxter. Inga underarter finns listade i Catalogue of Life.